# Мадона са каранфилом
Мадона са каранфилом, звана још и Мадона са вазом или Мадона са дететом, слика је Леонарда да Винчија, настала између 1478. године и 1480. године. Од 1889. године налази се у музеју Стара пинакотека, а до тада је била приватно власништво.
Централни мотив је млада Девица Марија са својом голом бебом Исусом на крилу. Марија седи и носи скупоцени накит. У левој руци држи каранфил, што се тумачи као симбол исцељења. Лица су осветљена док су објекти около тамнији, на пример, каранфил је покривен сенком. Дете гледа горе, док мајка гледа доле, тако да не постоји контакт очима. Портрет је постављен у соби са по два прозора са сваке стране централних фигура, на којима је, карактеристичном Да Винчијевом техником - сфуматом, приказан удаљени пејзаж.
За ову слику се испочетка мислило да ју је насликао Андреа дел Верокио, али су касније историчари уметности утврдили да је ипак реч о Да Винчијевом делу.
Мадона и дете су чест мотив у хришћанској уметности средњег века. Ова слика је једино Леонардово дело које је трајно изложено у Немачкој.